# Astragalus drupaceus
Astragalus drupaceus es una especie de planta del género Astragalus, de la familia de las leguminosas, orden Fabales.

## Distribución
Astragalus drupaceus se distribuye por Grecia (Peloponeso).

## Taxonomía
Fue descrita científicamente por Boiss.
Sinonimia
- Astragalus drupacea (Boiss.) Kuntze